# 숀 에르난데스
헤르난데스(Hernandez)는 본명은 숀 헤르난데스(Shawn Hernandez, 1973년 2월 11일 ~ )는 미국의 남자 프로레슬링선수로 텍사스주출신이다. 1992년 프로레슬링 입문으로 한국의 프로레슬링 단체 WWA에서는 커트 앵글을 흉내낸 페이크 앵글로도 활약하였다. 키는 187cm(6 ft 2 in)에다가 몸무게는 129kg(284 lb)이다. TNA/임팩트 레슬링 링네임은 헤르난데스(Hernandez)라는 가지고 있다. 피니쉬는 다이빙 스플래쉬, 인버티드 프론트 파워슬램, 메가 밤/보더 토스/(쓰로잉 크루시픽스 파워밤), 싯아웃 파워밤, 코너 하이 니, 점핑 시티드 센턴, 런닝 래리어트, 다이빙 슈팅 스타 프레스, 다이빙 센턴 밤으로 사용을 한다. 원레는 주로 예전에 TNA 시절에서는 하머사이드라는 있는데 하머사이드도 키는 177cm라서 그런지 10cm 차이가 나기 때문에 오히려 그렇기 때문에 좋은 태그팀이라고 한다. 그러나 혹은 차보 게레로 이쪽도 태그팀도 한적은 있었다. 그팀도 한적은 있었다.

## Professional wrestling highlights
- Finishing moves
  - Corner high knee - 1992-2008
  - Diving senton bomb - 2010-present
  - Diving shooting star press - 1992-2009
  - Diving splash - 2009-2010; used mostly as a signature move thereafter
  - Jumping seated senton - 1992-2004
  - Mega Bomb (Independent circuit) / Border Toss (TNA) (Throwing crucifix powerbomb) - 2004-present
  - Running lariat - 2011-present
  - Sitout inverted front powerslam - 2009-2011
  - Sitout powerbomb - 2008-2009
- Signature moves
  - Air Mexico (Over the top rope suicide dive)
  - Biel throw while using a shirt or a flag wrapped around the opponent's neck
  - Body slam
  - Crackerjack (Overhead choke suplex)
  - Delayed vertical suplex
  - Get Off Me (Running shoulder block, as a counter to an oncoming opponent)
  - Overhead gutwrench backbreaker drop
  - Slingshot shoulder block
  - Spinning powerbomb
  - Snap spinebuster
- Managers
  - Hector Guerrero
  - JBL
  - Konnan
  - Jesse James Leija
  - Rosita
  - Salina
  - Sarita
- Nicknames
  - "The Texas Sandstorm"
  - "The Tex-Mex T-Rex"
  - "Super-Mex"
- Entrance themes
  - "Ruff Ryders' Anthem" by DMX (ROH; 2003)
  - "Never Scared" by Bone Crusher (ROH; 2003)
  - "Dawgz" by Konnan (TNA/AAA; 2006 - 2007; 2010)
  - "To Live and Die In LAX" by Dale Oliver and Serg Salinas (TNA; 2007 - 2009)
  - "Te Gusta O No!!" by Dale Oliver (TNA/Impact; 2009 - 2011; 2020-present)
  - "5150" by FILTHEE / Brickman Raw (TNA; 2011)
  - "Stand Up" by FILTHEE / Brickman Raw (TNA; 2011 - 2012; 2013 - 2014)
  - "Te Kill Ya" by Dale Oliver (TNA; 2012 - 2014; used teaming with Chavo Guerrero Jr.)
  - "The Anthem" by Jess Jamez & MVP (TNA; 2015; used as part of The Beat Down Clan)
  - "Cold Blooded" by James Rand & Janos Fulop (Impact; 2018)
  - "Mucho Macho" by Benga Boys (LU; 2018)

## 수상
- EWP 월드 헤비웨이트 챔피언 (2회)
- ETW 텍사스 챔피언 (1회)
- FILL 헤비웨이트 챔피언 (1회)
- FEW 헤비웨이트 챔피언 (1회)
- ETW 텍사스 챔피언 (1회)
- FEW 헤비웨이트 챔피언 (1회)
- FGA 헤비웨이트 챔피언 (1회)
- IWA 월드 태그팀 챔피언 (1회) - 하머사이드
- JAPW 태그팀 챔피언 (1회) - 하머사이드
- NWA 내셔널 헤비웨이트 챔피언 (1회)
- NWA 텍사스 헤비웨이트 챔피언 (3회)
- NWA 노스 아메리칸 헤비웨이트 챔피언 (1회)
- NWA 와일드사이드 헤비웨이트 챔피언 (1회)
- PACW 헤비웨이트 챔피언 (1회)
- PWI 랭크드 힘 #55 오브 더 탑 500 싱글즈 인 더 PWI 500 인 2011
- RCW 헤비웨이트 챔피언 (1회)
- RCW 태그팀 챔피언 (3회) - 라이언 제네시스 (1회), 마이클 페이 (1회) 앤 하머사이드 (1회)
- TASW 헤비웨이트 챔피언 (1회)
- TASW 하드코어 챔피언 (1회)
- TASW 태그팀 챔피언 1회 - 미니스터프
- TWE 헤비웨이트 챔피언 (1회)
- XCW 헤비웨이트 챔피언 1회
- XCW TNA 챔피언 (1회)
- NWA 월드 태그팀 챔피언 (2회) - 하머사이드 (2회)
- TNA 월드 태그팀 챔피언 (5회) - 하머사이드 (1회), 맷 모건 (1회), 아나키아 (1회), 차보 게레로 (2회)
- 피스트 오어 파이어드 (2008 월드 헤비웨이트 챔피언 컨트렉트)
- 듀스 월드 태그팀 토너먼트 (2008) - 하머사이드
- 매치 오브 더 이열 어워드 (2006) - 하머사이드 vs AJ 스타일스 앤 크리스토퍼 다니엘스 엑트 TNA 서렌더 2006
- 베스트 기믹 (2006) - 하머사이드 에스 라틴 아메리칸 엑스체인지
- 태그팀 오브 더 이열 (2006) - 하머사이드 에스 라틴 아메리칸 엑스체인지
- XCW 헤비웨이트 챔피언 (1회)
- XCW TNT 챔피언 (1회)